# Eric Esch
Eric Esch (* 3. August 1966 in Atlanta, Georgia), besser bekannt unter seinem Spitznamen Eric Butterbean, ist ein ehemaliger US-amerikanischer Boxer, MMA-Fighter und Wrestler, der auch in den Kampfsportarten K-1 und Pride aktiv war.
Eric Esch war Fabrikarbeiter und stieg dann in den professionellen Boxsport ein. Er trägt den eigens für ihn kreierten Titel eines „Superschwergewichtsweltmeisters“ und wird zudem auch „König der vier Runden“ genannt, da seine meisten Kämpfe nur über die Distanz von vier Runden angesetzt wurden. Seinen Spitznamen „Butterbean“ bekam Eric Esch, da er einst eine Diät mit Limabohnen (zu Englisch: lima beans oder eben butter beans) absolvierte.

## Kampfbilanz
Neben den Boxkämpfen bestritt Esch fünf Kämpfe im K-1, davon zwei Siege, einen durch K. o. und drei Niederlagen, ebenso eine durch K. o. Am 31. Dezember 2003 verlor er seinen ersten MMA-Kampf gegen Genki Sudo beim K1 Premium Dynamite. Ab dem 25. Februar 2005 begann seine MMA-Karriere mit einem Unentschieden gegen Michael Buchkowitsch. Am 20. Januar 2006 bezwang er beim Rumble on the Rocks 8 auf Hawaii den MMA-Veteranen Wesley Correira. In einem Interview mit dem berühmten, amerikanischen Boxsportreporter Benny Henderson Jr kündigte Esch sein baldiges Debüt im japanischen PRIDE FC an. Im Oktober 2005 verlor „Butterbean“ dann seinen Debütkampf im PRIDE FC gegen den japanischen MMA-Popstar Ikuhisa Minowa in der ersten Runde durch Aufgabe. Wenig später konnte Eric Esch dann aber seinen ersten Sieg im Pride verzeichnen. Nachdem der bekannte neuseeländische K-1- und PRIDE-Kämpfer Mark Hunt sein Duell gegen „Butterbean“ beim PRIDE 32 The Real Deal kurzfristig hatte absagen müssen, sprang der junge Wrestling-Shooting-Star Sean O’Haire für ihn ein. Eric Esch knockte den jungen Amerikaner aber bereits nach nur 31 Sekunden durch mehrere Schläge an den Kopf aus.
Bis zum 18. September 2010 bestritt Esch 21 MMA-Kämpfe: zwölf Siege, acht Niederlagen und ein Unentschieden.

### K-1-Kampfbilanz
| 2 Siege – 4 Niederlagen – 0 Unentschieden (1 KO's) |        |                 |                                     |                      |                   |
| Datum                                              | Result | Gegner          | Event                               | Ergebnis             | Runde, Zeit       |
| 08/09/2008                                         | N      | Wesley Correira | K-1 World Grand Prix 2008 in Hawaii | KO                   | Runde 2           |
| 07/29/2005                                         | S      | Marcus Royster  | K-1 World Grand Prix 2005 in Hawaii | Wertung 0-3          | Runde 3           |
| 06/26/2004                                         | N      | Montanha Silva  | K-1 Beast 2004 in Shizuoka          | Wertung 3-0          | Runde 3           |
| 03/14/2004                                         | N      | Hiromi Amada    | K-1 Beast 2004 in Niigata           | Wertung 3-0          | Runde 3           |
| 09/21/2003                                         | N      | Mike Bernardo   | K-1 Survival 2003 Japan GP Final    | KO (Right High Kick) | Runde 2, 1:01 min |
| 06/29/2003                                         | S      | Yusuke Fujimoto | K-1 Beast II 2003                   | KO                   | Runde 1, 1:02 min |

### MMA-Kampfbilanz
| 11 Siege – 7 Niederlagen – 1 Unentschieden (4 KO's) |               |                      |                                                  |                          |                   |
| Datum                                               | Ergebnis      | Gegner               | Event                                            | Methode                  | Runde, Zeit       |
| 18/09/2010                                          | N             | Mariusz Pudzianowski | KSW                                              | Aufgabe                  | Runde 1, 0:46 min |
| 02/09/2008                                          | N             | Matt Blaine          | regionales MMA Event in Muskegon                 | Aufgabe (Verletzung)     | Runde 2, 1:05 min |
| 12/28/2007                                          | N             | Nick Penner          | TFC-First Blood                                  | Aufgabe (Strikes)        | Runde 1, 2:00 min |
| 12/01/2007                                          | S             | Tom Howard           | A & A MMA                                        | Aufgabe (Strikes)        | Runde 1, 3:00 min |
| 07/14/2007                                          | N             | Tengis Tedoradse     | Cage Rage 22 – Hard as Hell                      | TKO                      | Runde 1, 4:26 min |
| 04/08/2007                                          | S             | Zuluzinho            | PRIDE 34 – Kamikaze                              | Aufgabe (Keylock)        | Runde 1, 2:35 min |
| 02/10/2007                                          | S             | James Thompson       | Cage Rage 20 – Born 2 Fight                      | KO                       | Runde 1, 0:43 min |
| 01/18/2007                                          | S             | Charles Hodges       | Palace Fighting Championships - King of the Ring | KO (Right Punch)         | Runde 1, 0:45 min |
| 12/09/2006                                          | N             | Rob Broughton        | Cage Rage 19 – Fearless                          | Aufgabe (Tap To Strikes) | Runde 2, 3:43 min |
| 10/21/2006                                          | S             | Sean O’Haire         | PRIDE 32 – Real Deal                             | TKO (Punches)            | Runde 1, 0:29 min |
| 08/26/2006                                          | N             | Ikuhisa Minowa       | PRIDE Bushido 12                                 | Aufgabe (Armbar)         | Runde 1, 4:25 min |
| 07/15/2006                                          | S             | Rich Weeks           | Fightfest 5 – Korea vs USA                       | Aufgabe                  | Runde 1, 1:29     |
| 05/20/2006                                          | S             | Matt Eckerle         | Fightfest 4                                      | Submission               | Round 1, 0:56     |
| 04/21/2006                                          | S             | Aaron Aguilera       | Rumble on the Rock 9                             | Aufgabe (Choke)          | Runde 2, 1:15 min |
| 04/14/2006                                          | S             | Leo Sylvest          | Fightfest 2 – Global Domination                  | Aufgabe (Choke)          | Runde 1, ?:??     |
| 01/20/2006                                          | S             | Wesley Correira      | Rumble on the Rock 8                             | TKO (Doctor Stoppage)    | Runde 2, 5:00 min |
| 12/09/2005                                          | S             | Walley Keenboom      | Fightfest 1 – Royce Gracie Fightfest             | Aufgabe                  | Runde 1, 2:37 min |
| 02/25/2005                                          | Unentschieden | Michael Buchkovich   | King of the Cage – Payback                       | Unentschieden            | Runde 2, 5:00 min |
| 12/31/2003                                          | N             | Genki Sudo           | K-1 Premium 2003 Dynamite                        | Submission (Heel Hook)   | Runde 2, 0:41 min |

## Titel
Am 15. Oktober 2005 verlor Eric Esch den Titelkampf um den NABC-Superschwergewicht-Titel gegen George Linberger nach Punkten. Seit dem 12. April 1997 verteidigte er jedoch den unbedeutenden IBA-Superschwergewicht-Titel vier Mal und ist immer noch Inhaber des Gürtels. Seine Gegner waren jedoch in der Regel unterdurchschnittlich.

## Wichtige Ereignisse

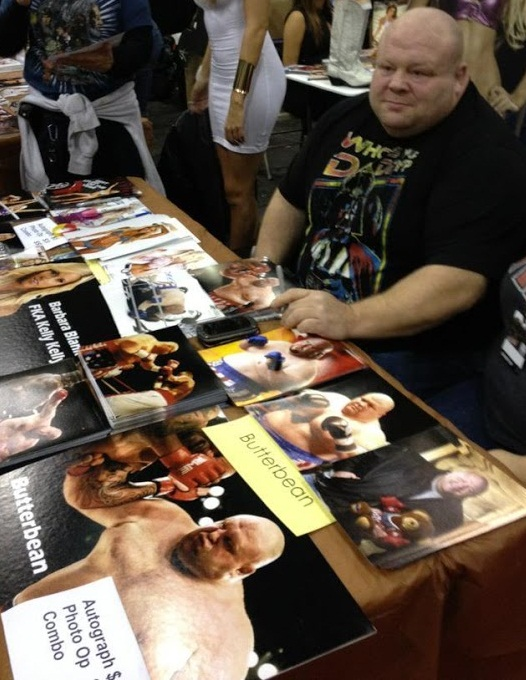
Eric Esch „Butterbean“. New York Comic con 2012

Larry Holmes, von 1978 bis 1985 Weltmeister im Schwergewicht, beleidigte in seinen Memoiren Eric Esch aufgrund von Aussehen und Kampfstil aufs Schärfste. Daraufhin forderte dieser den 52 Jahre alten Holmes zum Kampf heraus. Der Kampf fand am 27. Juli 2002 wirklich statt und der frühere Weltmeister und 17 Jahre ältere Holmes besiegte Butterbean über zehn Runden nach Punkten. Dabei wurde Holmes in der letzten Runde angezählt, nachdem er ohne Schlageinwirkung ausgerutscht und kurz zu Boden gegangen war.
Er trat zweimal bei der damaligen WWF (heute WWE) an: am 7. Dezember 1997 bei D-Generation X: In Your House gegen Marc Mero und am 28. März 1999 bei Wrestlemania 15 gegen Bart Gunn in einem Brawl for all Match an, welches er gewann. Weitere Kämpfe bei WWE folgten nicht.
Am 26. Juni 1999 fand der Boxkampf zwischen Peter McNeeley und Eric Esch in Las Vegas statt. Die auf zehn Runden angesetzte Begegnung dauerte nur 2 Minuten und 59 Sekunden, da der Ringrichter den Kampf aufgrund mehrerer schwerer Kopftreffer von Esch gegen McNeeley abbrach und Esch somit zum Sieger erklärte.
Am 29. Juni 2003 begab sich der schwergewichtige US-Amerikaner zum ersten Mal in den K-1-Ring und gewann direkt zum Auftakt den Kampf gegen Yusuke Fujimoto durch K. o. in der ersten Runde. Nachdem er so die Kritik der Presse hatte abprallen lassen, verlor er jedoch drei folgende Kämpfe im K-1. Gegen Mike Bernardo verlor der US-Amerikaner zum ersten Mal überhaupt einen Fight durch K. o., aufgrund eines Tritts an den Kopf.
Eric Esch erlebte 2001 sogar ein kurzes Filmdebüt, als er in Jackass: The Movie den Hauptdarsteller und Stuntman Johnny Knoxville in einem außergewöhnlichen Boxkampf in einem Kaufhaus k. o. schlug.
Am 9. März 2007 stieg der Amerikaner in Worcester (USA) gegen seinen Landsmann Joe Siciliano in den Boxring. Nachdem Butterbean am Vortag bereits die Waage mit über 189 Kilogramm gesprengt hatte, wurde klar, dass dieser Kampf einer der schwergewichtigsten in der Boxsporthistorie überhaupt werden würde. Sein Gegner war mit 147 Kilogramm Kampfgewicht ebenfalls ein echtes Superschwergewicht. Einen Boxkampf mit zwei Kontrahenten, deren Gesamtgewicht über 320 Kilogramm betrug, gab es noch nie zuvor in den USA. In der zweiten von vier Runden schickte Eric Esch seinen Gegner insgesamt vier Mal zu Boden, bevor die Ecke von Siciliano das Handtuch warf.
Sein Sohn Brandon Esch, genannt „Babybean“, ist am 9. März 2007 ebenfalls, zum Profidebüt, in den Boxring gestiegen. Er verlor allerdings schon in der ersten Runde durch K. o. Seitdem nimmt Butterbeans Sohn nur noch an MMA-Kämpfen teil.
Am 7. November 2007 sollte Eric Esch gegen seinen Landsmann Jimmy Ambriz beim Xcess MMA in einem Titelkampf im Superschwergewicht antreten, er tauchte jedoch zum offiziellen Wiegen am Vorabend in Hollywood nicht auf und wurde von der Fightcard gestrichen, obwohl Butterbean zuvor bereits Interviews und Fototermine wahrnahm.
Seit dem 18. Oktober 2008 strahlt der amerikanische Fernsehsender CMT die Reality-Show Hulk Hogan's Celebrity Champion Wrestling aus, in welcher Eric Esch als prominenter Wrestler gegen andere amerikanische Stars im professional wrestling antritt. Unter der Leitung von Hulk Hogan, der zusammen mit anderen professionellen Wrestlern zwei verschiedene Prominenten-Teams unterrichtet, finden inszenierte Wrestlingkämpfe statt. Eric Esch war der erste Prominente, der von Hulk Hogan und dem Sender CMT gecastet wurde.